# Éric Dupond-Moretti
Pour les articles homonymes, voir Éric Dupont (homonymie) et Moretti.
Éric Dupond-Moretti , né Éric Dupond  le 20 avril 1961 à Maubeuge (Nord), est un avocat, homme politique et acteur de théâtre français,  possédant également la nationalité italienne.
Avocat pénaliste pendant plus de trente-quatre ans, il est réputé pour le nombre d'acquittements qu'il a obtenus au cours de sa carrière. Il est garde des Sceaux, ministre de la Justice de 2020 à 2024. Mis en examen pour prise illégale d'intérêts dans le cadre de ses fonctions de ministre, il est relaxé en 2023 par la Cour de justice de la République.

## Situation personnelle

### Origines et formation
Né le 20 avril 1961, Éric Dupond est le fils unique de Jean-Pierre Dupond, ouvrier métallurgiste originaire de l'Avesnois, et d'Elena Moretti, femme de ménage d'origine italienne. À partir de 4 ans il est élevé par sa mère seule, son père étant décédé d'un cancer,.
Sa vocation d'avocat puise ses origines dans son histoire familiale. Son grand-père maternel, immigré italien, est retrouvé mort en 1957 dans des conditions suspectes, le long d'une voie ferrée. Son oncle dépose une plainte sans qu'une enquête soit ouverte. Cela le décidera à choisir la voie du droit pénal. Dupond-Moretti dit : « Je pense que c'est à l'origine de cette vocation. Cela y participe à l'évidence. » Comme chez plusieurs grands pénalistes orphelins de père (Robert Badinter, Georges Kiejman, Hervé Temime), son enfance est marquée par ce sentiment d'injustice. Mais le véritable déclic en 1976, il a alors 15 ans, lorsqu'il entend à la radio l'annonce de l'exécution de Christian Ranucci.
Dans son livre Directs du droit, il écrit être devenu avocat par « détestation de la peine de mort ».
Il effectue plusieurs travaux précaires pour financer ses études : fossoyeur, maçon, ouvrier à la chaîne, déchargeur de sacs de sable, serveur dans des boîtes de nuit ou serveur de restaurant, assistant d'éducation.
À l'issue de ses études de droit, il est reçu à l'examen d'entrée à l'école d'avocats. Il est lauréat ex æquo de la Conférence du stage, le concours d'éloquence des avocats du barreau de Lille.

### Vie privée
En 1991 il épouse Hélène, une ancienne jurée rencontrée lors d'un procès d'assises, avec qui il a deux fils, Clément Dupond-Moretti, et Raphaël Dupond-Moretti,, et dont il divorce en 2016. Il partage sa vie depuis 2016 avec la chanteuse québécoise Isabelle Boulay.
Passionné de chasse, il possède une ferme en Flandre française avec des chiens d'arrêt et des rapaces élevés pour la chasse au faucon. Il est aussi passionné et défenseur de la corrida,,.
En octobre 2020 la Haute Autorité pour la transparence de la vie publique (HATVP) dévoile les déclarations d’intérêts et de patrimoine des membres du gouvernement Jean Castex. Éric Dupond-Moretti apparaît alors, bien qu'il soit endetté à la hauteur des trois quarts de la valeur vénale de son patrimoine immobilier, comme l'un des ministres les plus riches du gouvernement, avec notamment un patrimoine immobilier brut de plusieurs millions d'euros,,.
En janvier 2023 son fils Raphaël est mis en garde à vue dans la station de ski de Courchevel, en Savoie, à la suite d'accusations de violences conjugales,.

## Carrière d'avocat

### Débuts de carrière
Après avoir prêté serment comme avocat le 11 décembre 1984 à Douai, il s'inscrit au barreau de Lille. Engagé dans un cabinet d'avocat de Lille après avoir vainement tenté d'intégrer plusieurs cabinets d'avocats réputés, il commence sa carrière dans les prud'hommes, puis dans les commissions d'office avec pour mentors l'avocat lillois Jean Descamps et l'avocat toulousain Alain Furbury dont il porte ensuite la robe.

### Médiatisation et notoriété
Lors de sa première affaire, des pièces qui lui sont destinées sont envoyées à un confrère nommé également Dupond, ce qui le décide alors d'adjoindre à son patronyme, à titre d'usage, le nom de sa mère (Moretti), lui rendant ainsi hommage, puis prend officiellement ce nom en 2010,.
Il obtient son premier acquittement le 27 mars 1987.
En 1993 il déclare dans les médias, où il est très présent depuis des années, être victime d'un « coup fourré » de la part du procureur José Thorel qui aurait tenté de le faire tomber dans un dossier de stupéfiants, des traces de cocaïne ayant été retrouvées dans sa berline. Il subit alors une perquisition et une garde à vue qui auraient pu mettre fin à sa carrière,.
Pour ses résultats, il est surnommé « Acquittator » dans les prétoires. Ses victoires lui valent aussi le surnom d'« Ogre du Nord ». Son aversion à l'égard d'une certaine magistrature, « institution de faux-culs, petit monde de l'entre-soi et de l'irresponsabilité » et le rapport de force qu'il engage avec les magistrats lors des procès font que certains d'entre eux voient en lui un « terroriste des prétoires »,. En février 2020 il obtient son 145e acquittement.
Selon ses propres dires, le surnom qu'on lui donne était initialement « Acquittador », en référence à sa passion pour la tauromachie et le rôle joué par le matador. Ce surnom fut repris en « Acquittator » transformant ainsi le « D » en « T », en référence cette fois à Terminator, par un journaliste présent au moment des faits lors d'une conférence à Marseille, sobriquet qu'il n'apprécie pas.

### Inscription au barreau de Paris
En 2016 il s'inscrit au barreau de Paris et fonde, en association avec l'avocat Antoine Vey, le cabinet Dupond-Moretti & Vey.
Vincent Hugeux de L'Express décrit en 2018 la situation paradoxale qui fait du « tonitruant défenseur des humbles, des sans-grades », l'avocat ou le conseiller de certains chefs d’État africains peu respectueux des règles démocratiques et des droits de l'Homme.
En juillet 2020, après sa nomination en tant que ministre de la Justice, il demande son omission du barreau.

### Affaires pénales
En 1990, il obtient l'acquittement de Jean-Pierre Deulin, accusé en 1987 du meurtre de sa femme, qui s'était en réalité suicidée.[réf. nécessaire]
En 1991, il est avec François La Phuong avocat de la défense de quatre militaires lors du procès des paras de Francazal pour le meurtre d'une jeune femme, de deux adolescentes et d'un garde-chasse. Les quatre accusés sont tous condamnés à la prison à perpétuité avec une période de sûreté de trente ans pour Philippe Siauve et Thierry El Borgi (les deux chefs), quinze ans pour Thierry Jaouen, et treize ans pour Franck Feuerstein.[réf. nécessaire]
En octobre 2001 il défend Omar Zemmiri lors du procès des membres du gang de Roubaix. Zemmiri est condamné à 28 ans de réclusion criminelle.
En juillet 2004, parmi ses acquittements, figure celui de la « boulangère » Roselyne Godard, lors du premier procès d’Outreau, devant la cour d'assises de Saint-Omer (Pas-de-Calais), cette affaire le faisant accéder à une notoriété nationale.
En février 2006 il obtient l'acquittement de Jean Castela, accusé d'être le commanditaire de l'assassinat du préfet Claude Érignac, condamné à trente ans de réclusion criminelle en première instance.
En mai 2006 il parvient à obtenir en appel l'acquittement de Michel Pinneteau. Celui-ci avait été préalablement condamné en 2004 à 30 ans de réclusion criminelle dans l'affaire dite « des corps sans têtes de l'Esteron », mais sera en revanche condamné à trois ans de prison dans la même affaire pour « vols avec arme ».
En 2010 il plaide pour Jacques Viguier, accusé du meurtre de sa femme Suzanne Viguier : il obtient la confirmation de son acquittement lors du procès en appel devant la cour d'assises du Tarn le 20 mars 2010.
En 2011 il assure la défense d'Yvan Colonna aux côtés de Gilles Simeoni, d’Antoine Sollacaro et de Pascal Garbarini.
Le 24 juin 2011 il obtient l’acquittement de Loïc Sécher, qui a déjà passé neuf ans en prison, à la suite d'une condamnation pour viol à seize ans de réclusion criminelle. Dupond-Moretti plaide lors du procès en appel et affirme que cette affaire Sécher est un « fiasco dû à la dictature de l'émotion ».
En 2012 il défend Denis Mannechez en adoptant la perspective de l'inceste consenti,.
En février 2012 il assure la défense de Jacques Mariani, fils de Francis Mariani, chef présumé du gang de la Brise de mer.

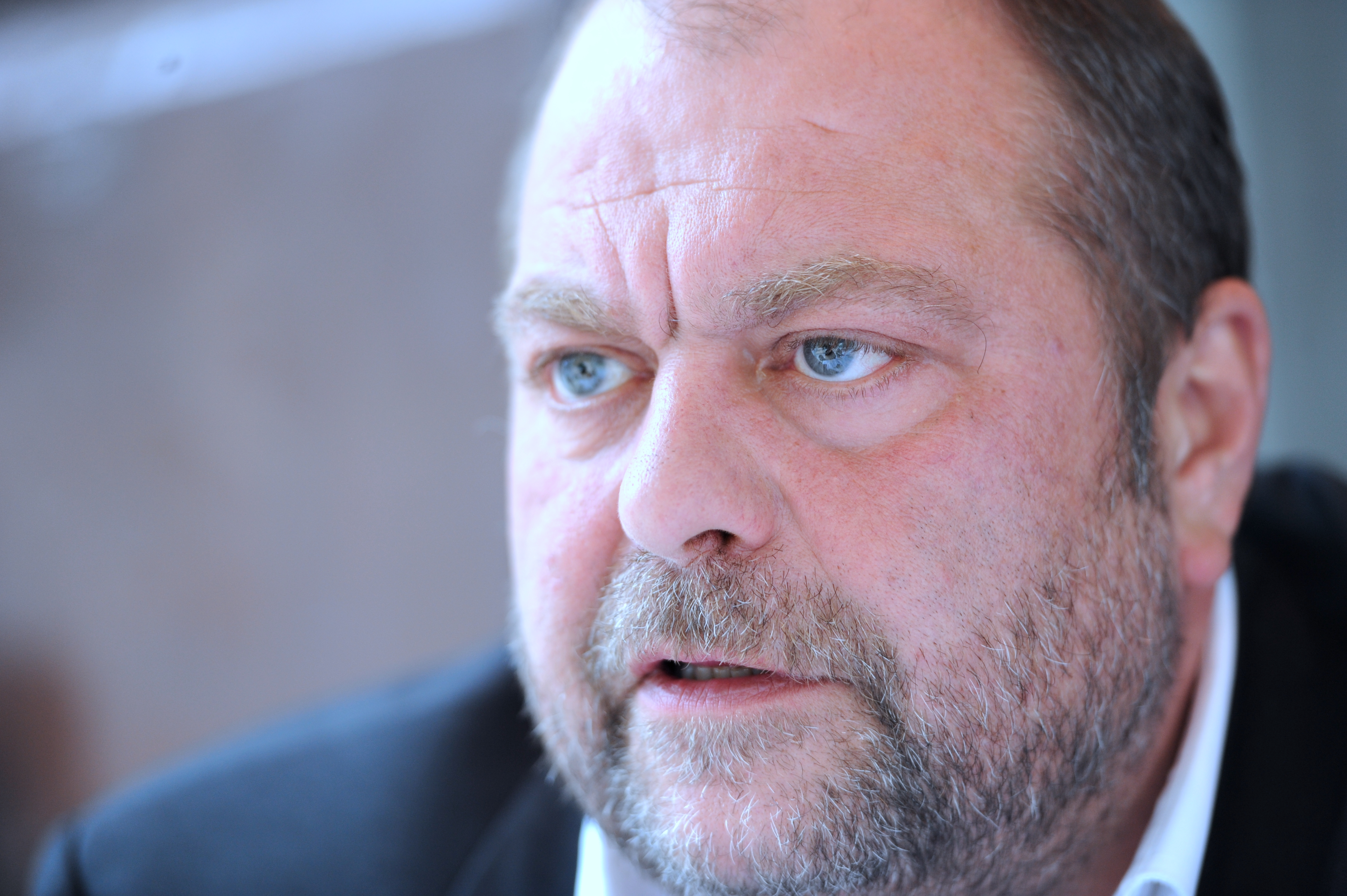
Éric Dupond-Moretti, le 11 avril 2012 à Paris.

En juin 2012 il assure la défense d'Abdelkader Merah, frère du terroriste Mohammed Merah, accusé de complicité dans les attentats perpétrés par celui-ci ayant abouti à la mort de trois militaires, de trois enfants et d'un professeur en mars 2012 dans la région de Toulouse. La manière dont il assure cette défense lui vaut une cinglante critique de la part de Bernard-Henri Lévy. Toutefois, son client est condamné, en appel, à trente ans de réclusion criminelle le 18 avril 2019 pour « association de malfaiteurs » et « complicité d’assassinats »,.
Lors du troisième procès du docteur Jean-Louis Muller, devant la cour d'assises de Meurthe-et-Moselle, il obtient son acquittement, le 31 octobre 2013. Le docteur Muller, qui a toujours clamé que son épouse s'était suicidée à leur domicile d'Ingwiller, en 1999, avait précédemment été condamné à deux reprises pour meurtre à vingt ans de réclusion criminelle, d'abord en 2008, par la cour d'assises du Bas-Rhin, puis en 2010, en appel, par la cour d'assises du Haut-Rhin, l'arrêt de la cour d'appel ayant été cassé en 2011 par la Cour de cassation,.
En mars 2014 il fait partie des avocats qui défendent les intérêts des deux jeunes héritiers, ces hommes accusés d'avoir assassiné en décembre 2005 Dominique Aubry sur sa péniche francilienne. Tous deux sont acquittés, puis, après l'appel du parquet, rejugés en octobre 2015. Dupond-Moretti et ses confrères obtiennent une nouvelle fois leur acquittement lors de ce second procès,,.
En 2016, il est l'avocat de Karim Benzema, poursuivi pour « sollicitation de prostituée mineure » ; celui-ci est relaxé.[réf. nécessaire]
La même année il assure la défense en appel de Jo Baron, accusé de la destruction du portique écotaxe de Lanrodec, lors du mouvement des Bonnets rouges, qui sera relaxé.
Le 31 octobre 2016, conseillé par le roi du Maroc Mohammed VI, il prend en main l'affaire du chanteur marocain Saad Lamjarred accusé d'agression sexuelle et de viol ; les frais d'avocat sont pris en charge par le palais marocain,,,. Le 30 août 2018, sans en donner les raisons, Éric Dupond-Moretti déclare qu'il ne représentera plus le chanteur après une deuxième plainte pour viol déposée à son encontre à Saint-Tropez,.
Le 6 février 2017, il annonce représenter la défense des intérêts de Théo, victime alléguée de viol par quatre policiers lors de son interpellation à Aulnay-sous-Bois, ainsi que ceux de sa famille.

À partir de septembre 2017, il est l'avocat du député LREM M'jid El Guerrab, mis en examen pour avoir violemment frappé à coup de casque de moto Boris Faure, un cadre du Parti socialiste (deux mois d'ITT).
En 2018, il défend Wojciech Janowski, accusé de l'assassinat de sa belle-mère Hélène Pastor, une riche femme d'affaires monégasque. Son client est condamné à la réclusion criminelle à perpétuité.[réf. nécessaire]

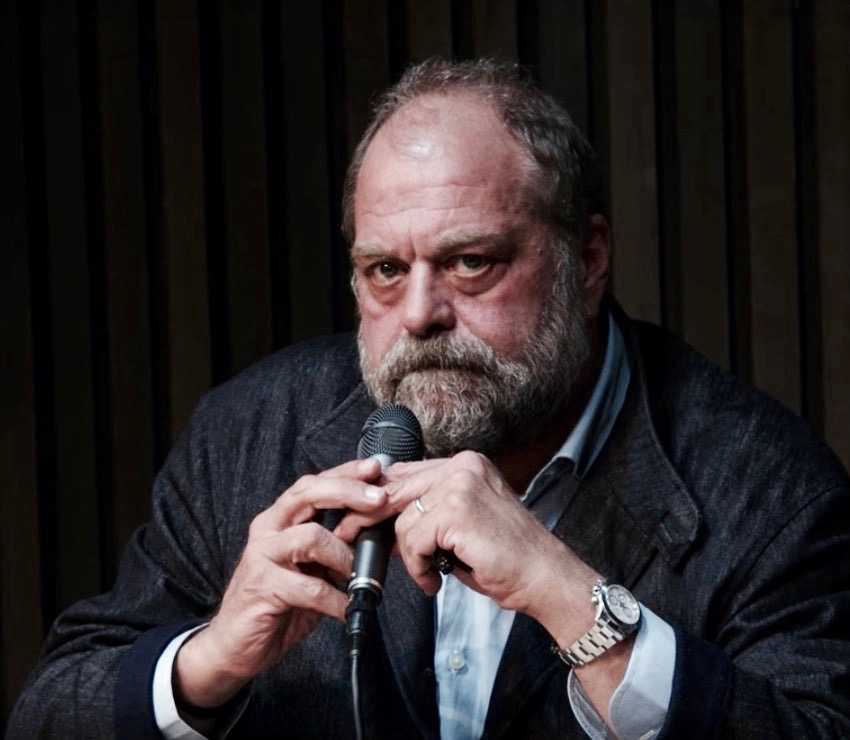
Éric Dupond-Moretti en 2018.

La même année, il obtient l’acquittement de Georges Tron dans le cadre d'une affaire de viols en réunion sur deux collaboratrices.
En 2019, il est recruté par l'État pour défendre les policiers dans le procès visant Jean-Luc Mélenchon.
En février 2020, il obtient l'acquittement partiel de Yassine Cheambi, condamné en première instance à vingt-cinq ans de réclusion pour assassinat, son client est condamné à huit ans d'emprisonnement pour association de malfaiteurs.

### Affaires politico-financières et de corruption
En 1993, lors de l'affaire VA-OM, il défend Jacques Glassmann.
En 2009, il fait partie de l'équipe de cinq avocats chargés d'assurer la défense de Jérôme Kerviel. C'est également lui qui devait assurer la défense de Jean-Pierre Treiber lors de son procès (prévu en avril 2010) avant le suicide de ce dernier le 20 février 2010.
En octobre 2012, il assure la défense de Nikola Karabatic reconnu coupable d'escroquerie en juillet 2015 et condamné à 10 000 euros d'amendes par le tribunal de Montpellier où il était jugé pour escroquerie dans l'affaire des paris suspects liés au match truqué de mai 2012 entre Cesson et Montpellier.
En juin 2013, il assure la défense de Roland Cassone, figure du milieu marseillais dans l'affaire du cercle de jeux Concorde.

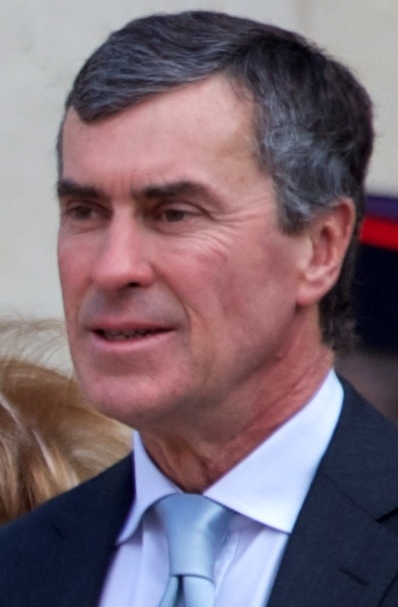
L'ancien ministre Jérôme Cahuzac, client d'Éric Dupond-Moretti.

Le même mois, il assure la défense de Bernard Tapie et plus précisément des sociétés de son groupe dans le cadre de l'enquête sur l'arbitrage dans son conflit avec le Crédit lyonnais.
En février 2018, il est l'avocat en appel de Jérôme Cahuzac, ancien ministre délégué chargé du Budget auprès du ministre de l’Économie et des Finances de François Hollande, épinglé par le Parquet national financier et accusé de fraude fiscale. Suggérant d'aggraver sa peine en alourdissant la partie de sursis il lui permet d'écoper de quatre ans de prison dont deux ferme, contre trois ans ferme à son premier procès, ouvrant la voie à un aménagement possible qui lui permettra de ne pas aller derrière les barreaux mais de porter un bracelet électronique.
En 2018, il a eu pour client Alexandre Djouhri dans le cadre de l'affaire Sarkozy-Kadhafi, mais il a quitté sa défense par la suite.
En 2019, il est l'avocat de Patrick Balkany, maire de Levallois-Perret et de son épouse et première adjoint Isabelle, jugés dans l'affaire Balkany pour blanchiment de fraude fiscale au titre des impôts sur le revenu et la fortune et pour avoir constitué frauduleusement et dissimulé un important patrimoine immobilier en recourant à des sociétés étrangères, notamment sur l’île de Saint-Martin et au Maroc.

### Affaires politiques

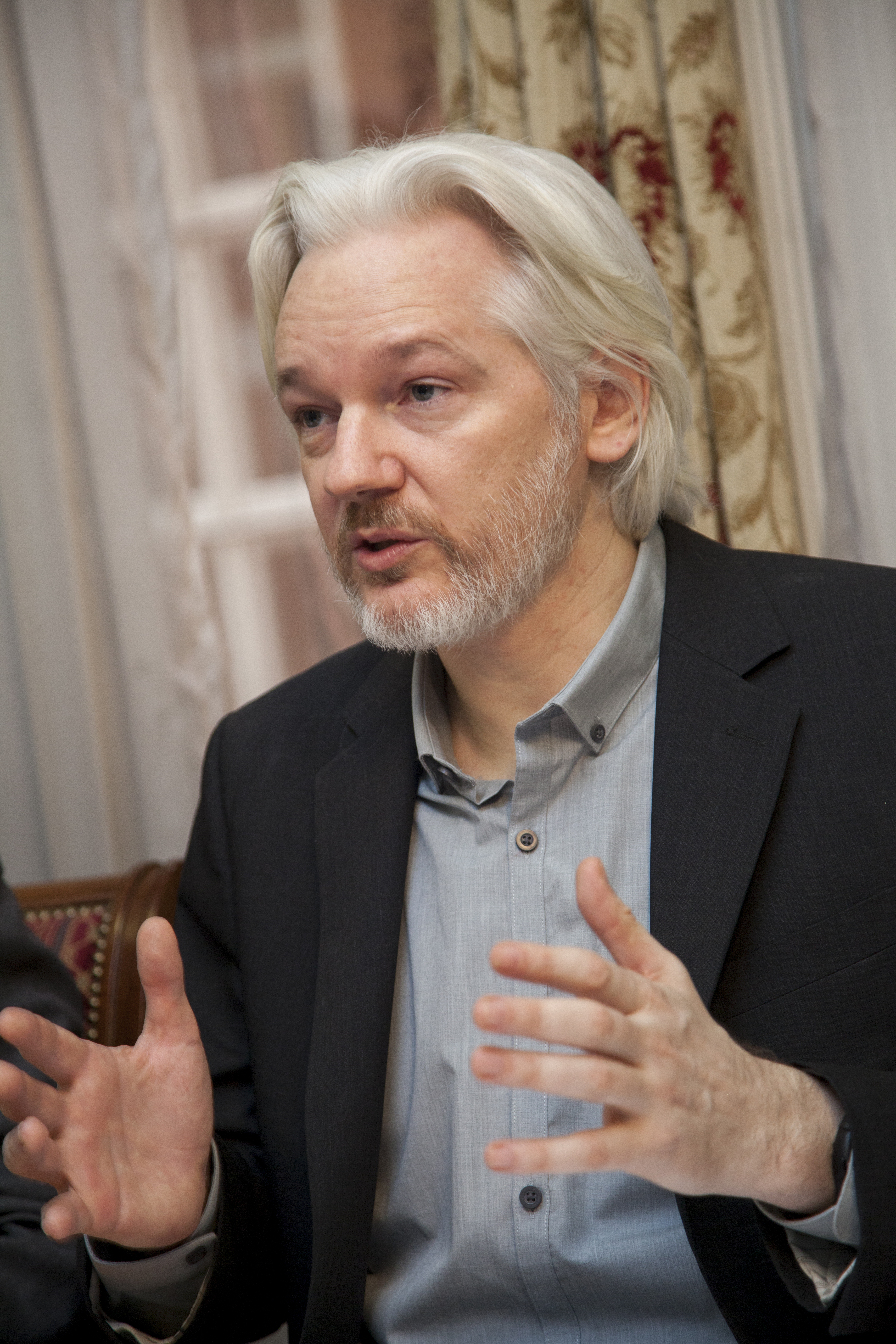
Julian Assange fondateur de WikiLeaks.

Le 10 mai 2016, il assure la défense de Moïse Katumbi, opposant congolais, ex-gouverneur du Katanga et candidat à l'élection présidentielle, dans le cadre de l'enquête concernant le recrutement de mercenaires étrangers. Il sera mandaté après par le même Moïse Katumbi Chapwe pour déposer une plainte devant le Comité des droits de l'homme (Nations unies) afin d'y obtenir reconnaissance des droits civils et politiques de l'ex-gouverneur de la province du Katanga dans un contentieux l'opposant au gouvernement de son pays.
En 2020, il intègre l'équipe internationale de défense du lanceur d'alerte et fondateur de WikiLeaks Julian Assange, à la suite de son arrestation à l'ambassade d'Équateur à Londres.

## Parcours politique

### Prises de position avant son entrée au gouvernement
Éric Dupond-Moretti préside le comité de soutien de Martine Aubry pour les élections municipales de 2008 à Lille. Il signe également une tribune en sa faveur dans Libération avant les primaires socialistes de 2011. Il lui prédit alors : « Vous serez réélue, la souveraineté populaire est raisonnable ».
Il refuse la Légion d'honneur en 2013, tout comme il a refusé d'entrer en franc-maçonnerie, par désintérêt pour des cérémonials pesants[réf. souhaitée], affirmant : « Oui, je suis un homme libre. J'admets ma fierté d'être avocat, d'avoir refusé la Légion d'honneur et la franc-maçonnerie »,.
En mai 2015, Éric Dupond-Moretti se déclare partisan de l'interdiction du Front national, tout en précisant que « c’est compliqué car après, il y a reconstitution de ligue dissoute ».
Le 15 avril 2018, il déclare sur LCI ne pas avoir les compétences d'un ministre de la Justice, et qu'il n'acceptera jamais ce poste.
En septembre 2019, il plaide pour les policiers présumés victimes de la réaction virulente de Jean-Luc Mélenchon et de ses proches aux perquisitions effectuées à son domicile et au siège de La France insoumise en octobre 2018. Au moment de l'affaire, Jean-Luc Mélenchon fait allusion à de supposées proximités entre Éric Dupond-Moretti et le pouvoir présidentiel, en réponse de quoi l'avocat lui conseille de « prendre une camomille ou de l'homéopathie pour se calmer ».
En octobre 2019, il signe avec 40 personnalités du monde du spectacle et de la culture, parmi lesquelles Denis Podalydès, Pierre Arditi, l'ex-ministre de la Culture Françoise Nyssen ou le journaliste Patrick de Carolis, un appel contre l'interdiction de la corrida aux mineurs que la députée Samantha Cazebonne voulait introduire dans une proposition de loi sur le bien-être animal.
Le 20 février 2020, il se prononce contre l'utilisation de pseudonymes sur les réseaux sociaux (une pratique souvent assimilée à une forme d'anonymat). À ce sujet, il déclare : « Il faut interdire toute communication sur les réseaux sociaux qui ne serait pas signée. L'anonymat libère un tas de lâches qui peuvent dire toutes les conneries du monde »,.

### Ministre de la Justice
Le 6 juillet 2020, Éric Dupond-Moretti est nommé garde des Sceaux, ministre de la Justice dans le gouvernement Jean Castex. Il est reconduit dans les gouvernements Borne en 2022 et Attal en 2024.

#### Une nomination controversée
La nomination de cette « personnalité clivante » provoque « un très vif émoi dans la magistrature » et suscite l'opposition de l'Union syndicale des magistrats, qui y voit une « déclaration de guerre à la magistrature ». Dans les jours qui suivent la proclamation du nouveau gouvernement, des militantes féministes manifestent contre la nomination de Gérald Darmanin au ministère de l’Intérieur et contre la sienne à la Justice. Elles lui reprochent « un désintérêt et des attaques » contre les prises de paroles de femmes victimes de violences.
Lors de la passation des pouvoirs, le 7 juillet, il promet de faire de son ministère « celui de l’antiracisme et des droits de l'homme ». Sa première visite officielle a lieu le jour même à la prison de Fresnes, dans le Val-de-Marne.
Il choisit comme directrice de cabinet Véronique Malbec, magistrate, jusqu'alors secrétaire générale du ministère de la Justice. Selon le quotidien d'enquête La Lettre A, celle-ci « joue un rôle central dans la reconfiguration à tous les étages de la Chancellerie » et « a la main sur les nominations stratégiques dans les grandes directions et au sein de l'équipe d'Éric Dupond-Moretti ». Alors que la magistrate Charlotte Bilger est remerciée seulement trois jours après sa nomination comme conseillère spéciale d'Éric Dupond-Moretti, Le Monde indique que son départ a été poussé par Véronique Malbec, « guère enthousiaste à l'idée d'accueillir une conseillère spéciale qui, comme c'est l'usage, ne rendrait compte qu’au ministre », et relève que celui-ci « n'a choisi aucun membre ou presque » de son cabinet. Par ailleurs, ce départ « vient nourrir la question d'une possible intervention politique », Charlotte Bilger ayant mis en examen, le 6 décembre 2019, le président du MoDem, François Bayrou, et plus d'une dizaine d'élus ou de cadres du parti pour « complicité de détournement de fonds publics » dans le cadre de l'affaire des assistants parlementaires du MoDem au Parlement européen.
Après la nomination de Véronique Malbec au Conseil constitutionnel, ses directeurs de cabinet sont Rémi Decout-Paolini (nommé en février 2022), Jean-Denis Combrexelle (nommé en mai 2022), Charles Touboul (nommé en septembre 2023) et Valérie Delnaud (nommée en mars 2024).
Le 7 juillet 2021, Mediapart révèle qu’Éric Dupond-Moretti a omis de déclarer à la Haute Autorité pour la transparence de la vie publique (HATVP) plus de 300 000 euros de revenus. À la suite d’un contrôle fiscal, « l'administration fiscale a reconnu la bonne foi d’Éric Dupond-Moretti et lui a accordé le bénéfice du droit à l’erreur » selon le ministère.
Pendant plusieurs mois[Quand ?], Éric Dupond-Moretti mène une enquête pour savoir qui l'avait indiscrètement qualifié de "King-Kong en laisse", lors d'un déjeuner de presse, expression reprise jusque dans les médias par les journalistes, dont il n'avait pas voulu révéler la conclusion. Selon Le Point et Sud-Ouest, le ministre aurait glissé qu'il s'agissait de Jean Michel Blanquer, ancien ministre de l'Éducation nationale.

#### Mesures portées
À ses débuts, il participe aux débats parlementaires sur la loi bioétique sur la PMA pour toutes les femmes.
En avril 2021, il présente le projet de loi pour la confiance dans l'institution judiciaire. Plusieurs dispositions du texte sont critiquées par les magistrats, notamment la possibilité de diffuser des audiences au grand public ou la généralisation des cours criminelles départementales, sans jury populaire, afin de désengorger les cours d'assises. En tant qu’avocat, Éric Dupond-Moretti s’était opposé à cette dernière mesure. Le mois suivant, il annonce un plan pour réduire les délais de jugement des affaires civiles comprenant notamment l'embauche de 1 000 assistants de justice et de renforts de greffe. En mars 2024, le Conseil constitutionnel déclare contraire à la Constitution une modification contenue dans cette loi.
À la suite de l’émoi suscité par la retenue de l’irresponsabilité du meurtrier de Sarah Halimi, il fait voter la loi du 24 janvier 2022 relative à la responsabilité pénale et à la sécurité intérieure,.
Après les états généraux de la Justice, il fait voter la loi d’orientation et de programmation du ministère de la justice et la loi organique du 20 novembre 2023 relative à l'ouverture, à la modernisation et à la responsabilité du corps judiciaire.
En 2024, il fait voter la révision constitutionnelle sur la liberté de recourir à l’interruption volontaire de grossesse en France, et, le 20 mars 2024, lors d'une cérémonie publique sur la place Vendôme de Paris, il appose le grand sceau de France sur ce texte, marquant ainsi un moment solennel dans l'histoire législative du pays.
Durant la XVIème législature, avec le soutien notamment du syndicat Magistrats FO, de la députée Caroline Yadan et des représentants des avocats, il oeuvre en faveur de la justice amiable (ou MARD, modes de règlements amiables des différends), qui aurait pour double vertu de remettre le “justiciable au cœur de la décision” et de désengorger les tribunaux,.

#### Élections régionales de 2021 et législatives de 2022
Lors des élections régionales dans les Hauts-de-France, Éric Dupond-Moretti se présente comme tête de liste dans le Pas-de-Calais pour la majorité présidentielle (LREM-MoDem-TdP-Agir-MEI), qui est conduite au niveau régional par Laurent Pietraszewski. Durant la campagne, il présente le Rassemblement national (RN) comme « un véritable danger pour la démocratie » qu'il convient de « virer » des Hauts-de-France,. Avec 9,1 % des suffrages exprimés, les listes de la majorité présidentielle sont éliminées au premier tour : dans le Pas-de-Calais, la liste d'Éric Dupond-Moretti obtient 8,7 %.
Il renonce à se présenter aux élections legislatives des 12 et 19 juin. Alors que le scrutin voit l'entrée massive du RN au palais Bourbon avec 89 députés, il provoque la polémique en se disant prêt à « avancer ensemble » avec le RN en l'absence de majorité absolue pour le parti présidentiel, poussant Stanislas Guerini à démentir tout pacte de gouvernement avec l'extrême droite.
En juillet 2022, avec seulement 30 % d’opinion favorable, sa cote de popularité s’inscrit bien en dessous de celles de ses prédécesseurs après deux ans d’exercice, 73 % des sondés jugeant par ailleurs que la justice fonctionne mal.
Le 7 mars 2023, au sein de l'hémicycle, Éric Dupond-Moretti adresse un bras d'honneur à Olivier Marleix, président du groupe Les Républicains, après que le député a abordé le contexte du ministre avec la justice. Ce geste est alors relevé par un député du même groupe, ce dernier demande au Ministre de la Justice des explications. Invité à prendre le microphone par la présidence de l'Assemblée, Éric Dupond-Moretti rappelle sa présomption d'innocence et ajoute qu'il n'a pas fait un mais deux bras d'honneur,,. Quelques heures plus tard, Éric Dupond-Moretti présente ses excuses vis-à-vis de son comportement ayant notamment entraîné la gêne de la majorité présidentielle,.

## Affaire judiciaire et polémiques

### Accusation de prise illégale d'intérêts
Le 1er juillet 2020, soit quelques jours avant la nomination d'Éric Dupond-Moretti au ministère de la Justice, l'Inspection générale de la Justice (IGJ) est saisie par la garde des Sceaux Nicole Belloubet « aux fins de conduire une inspection de fonctionnement sur une enquête préliminaire traitée par le parquet national financier (PNF) de mars 2014 à décembre 2019 », à la suite des révélations du magazine Le Point concernant l'affaire Bismuth et l'affaire Fillon, qui ont déclenché une pluie de critiques dans le monde politique et judiciaire,,. À l'occasion de ces révélations, Éric Dupond-Moretti a découvert que ses relevés téléphoniques avaient été épluchés par le PNF. Fin juin 2020, il dénonce alors « une clique de juges qui s'autorise tout » à propos des magistrats du PNF et annonce porter plainte pour atteinte à la vie privée dans ce qui devient l'« affaire des fadettes ».
Dès sa nomination, Éric Dupond-Moretti se retrouve donc dans une position délicate puisqu'il doit recevoir le rapport de l'IGJ commandé par son prédécesseur dans une affaire dans laquelle il est impliqué. Il retire sa plainte contre le PNF mais l'enquête se poursuit et elle est finalement classée sans suite en « l'absence d'infractions » par le parquet de Nanterre.
Selon Fabrice Arfi de Mediapart et Katia Dubreuil, présidente du Syndicat de la magistrature, Éric Dupond-Moretti est dans une situation de conflit d'intérêts dans ses relations avec le PNF, auquel il est publiquement hostile depuis plusieurs années et sur lequel il a autorité :
- il figure parmi plusieurs avocats parisiens visés par des actes d'enquêtes du PNF menés en marge de l'affaire Bismuth et révélés par Le Point ;
- il est un ami de l'avocat Thierry Herzog, prévenu pour « corruption » avec Nicolas Sarkozy dans le procès de l'affaire Bismuth et cité dans l'un des volets de l'affaire Sarkozy-Kadhafi, dont le PNF est chargé[145],[146].

Le 15 septembre 2020, l'Inspection générale de la Justice rend à Éric Dupond-Moretti son rapport concernant l'affaire des fadettes en parallèle de l'affaire Bismuth. Les conclusions du rapport soulèvent une série de dysfonctionnements mais écartent des dysfonctionnements majeurs,.
Trois jours plus tard, le 18 septembre 2020, il demande une enquête administrative sur les trois magistrats du PNF (Patrice Amar, Lovisa-Ulrika Delaunay-Weiss, ainsi que leur responsable hiérarchique à l'époque des faits, Éliane Houlette) à l'origine de l'enquête l'ayant visé avec d'autres avocats. Cette annonce suscite de vives réactions publiques des représentants syndicaux de la magistrature qui l'accusent de se venger,. L'ordre des avocats saisit peu après le tribunal judiciaire de Paris pour faire reconnaître une faute lourde de l'État mais sa requête est rejetée en novembre 2021. Face aux critiques dans la magistrature et dans la presse, Éric Dupond-Moretti se déporte en octobre au profit du Premier ministre Jean Castex puis est officiellement écarté de l'enquête visant le PNF,. Néanmoins, le 17 décembre 2020 les deux principaux syndicats de magistrats (l'Union syndicale des magistrats et le Syndicat de la magistrature) annoncent porter plainte contre Éric Dupond-Moretti pour prise illégale d'intérêts,.
Le 8 janvier 2021, le procureur général près la Cour de cassation, François Molins, annonce dans un communiqué qu'il va ouvrir une information judiciaire visant le garde des Sceaux, Éric Dupond-Moretti, pour une possible « prise illégale d'intérêts ». Cette information judiciaire sera confiée à la commission d'instruction de la Cour de justice de la République (CJR), compétente pour instruire les affaires concernant les ministres dans l'exercice de leurs fonctions qui a jugé recevables les plaintes émises par Anticor et les syndicats de magistrats,,. Les plaignants lui reprochent d'avoir ordonné des poursuites administratives contre trois magistrats du PNF ayant participé à une enquête préliminaire visant à identifier l'informateur de Nicolas Sarkozy et son avocat Thierry Herzog dans le cadre de l'affaire Bismuth,. Les plaignants reprochent également au garde des Sceaux d'avoir ouvert trois semaines après sa nomination une seconde enquête administrative visant le juge anticorruption Édouard Levrault, alors qu'Éric Dupond-Moretti avait publiquement mis en cause le magistrat quand il était lui-même avocat, et que l'un de ses clients avait porté plainte contre lui,. Le Conseil supérieur de la magistrature estimera finalement le 15 septembre 2022, qu’« aucun manquement à la discipline » ne peut être reproché à Édouard Levrault.
Réagissant à cette procédure, le constitutionnaliste Olivier Beaud affirme : « M. Dupond-Moretti a hérité de cette affaire en arrivant à la chancellerie. Aurait-il dû démissionner parce qu'il en était l'une des victimes ? Sauf à considérer que les magistrats jouissent d'une impunité totale, il était de son devoir, au contraire, d'enquêter, de tirer au clair les raisons qui ont conduit des magistrats du PNF à faire cette enquête secrète ». Le 15 septembre 2022, le Conseil supérieur de la magistrature, en blanchissant Édouard Levrault, « affirme par ailleurs qu’en ordonnant une enquête administrative contre le juge le garde des Sceaux s’était trouvé dans une situation objective de conflit d’intérêts ».
Par ailleurs, le 4 mai 2021, L'Obs révèle qu'il est intervenu pour tenter d'assouplir les conditions de détention des deux assassins du préfet Claude Érignac, dix ans après la condamnation d'Yvan Colonna, qu'il défendait alors en tant qu'avocat.
Le 16 juillet 2021, il est mis en examen pour « prise illégale d'intérêts » par la CJR. C'est la première fois qu'un garde des Sceaux en exercice se retrouve sous ce statut. Il conserve son ministère malgré les promesses d'Emmanuel Macron de démission d'office d'un membre de son gouvernement en cas de mise en examen. Sa requête soulevant l'« irrecevabilité des plaintes à l'origine de la saisine de la CJR » et « la partialité du procureur général près la Cour de cassation » est rejetée. Le 3 octobre 2022, il est renvoyé en procès par la CJR. Ses avocats Christophe Ingrain et Rémi Lorrain ont formé un pourvoi en cassation contre l'arrêt de la commission de l’instruction de la CJR. En juillet 2023, la Cour de cassation valide le renvoi d'Éric Dupond-Moretti devant la CJR.
Son procès devant la Cour de justice de la République s’ouvre le 6 novembre 2023. Le 15 novembre, à la fin du procès, le parquet requiert un an de prison avec sursis,. Le 29 novembre 2023, la CJR relaxe Éric Dupond-Moretti : elle considère dans ses motivations que « l'élément matériel » de la prise illégale d'intérêts est bien constitué mais pas « l'élément intentionnel »,. La Première ministre, Élisabeth Borne, salue cette décision et se réjouit qu'il puisse continuer son action de ministre (elle avait affirmé devant les journalistes qu'en cas de condamnation par la CJR, il devrait quitter le gouvernement). La France insoumise et Les Écologistes appellent alors à supprimer la CJR, composée en grande partie de parlementaires, conformément à une promesse d'Emmanuel Macron en 2017,. Le Figaro analyse que « la relaxe d'Éric Dupond-Moretti relance le débat sur cette infraction, complexe, de la prise illégale d’intérêts », pour laquelle il suffirait de commettre « un seul acte dans une opération en y ayant un intérêt direct ou indirect pour que le délit soit consommé » ; cependant, alors que le garde des Sceaux était poursuivi pour une prise illégale d’intérêts morale, « le parquet général a échoué à convaincre de l’élément moral du dossier ».
Le procureur général de la Cour de cassation, Rémy Heitz, décide de ne pas former de pourvoi contre la relaxe d'Éric Dupond-Moretti, ce qui rend cette décision définitive.
En décembre 2023, il reçoit la réponse du Conseil supérieur de la magistrature aux questions qu'il a émises six mois plus tôt concernant l'expression publique des magistrats et leur droit de grève. Le conseil lui répond que ces questions ont déjà été tranchées en droit : « le principe général est celui de la liberté d'expression des magistrats », et que la liberté d'expression syndicale est « encore plus large que celui qui résulte du droit commun ».

### Accusations de propos sexistes envers des journalistes
Après les incidents rapportés par la presse locale lors festival de théâtre de rue d'Aurillac (bris de matériel au tribunal au cours d'une manifestation féministe après qu'une festivalière a été poursuivie pour avoir brièvement retiré son t-shirt lors d'une journée de forte canicule), le ministre convoque dans la ville des journalistes de TF1 et BFM TV pour une conférence de presse puis leur déclare, alors que les caméras et les micros sont coupés, avoir constaté qu'aucune d'elles n'était devant lui les seins nus, et s'en prend, en riant, à un autre qui avait rappelé gentiment que l'épisode caniculaire était terminé depuis plusieurs jours, au motif qu'il est un homme, déclenchant des protestations, soutenues par trois syndicats de journalistes (SNJ, CGT et CFDT), et les sociétés de journalistes (SDJ) de BFMTV, TF1, Libération, Le Monde et Médiapart. Un enregistrement de la scène publié sur Internet par le quotidien régional La Montagne, repris par la plupart des grands médias, le « met dans l'embarras » et « dans la tourmente », en prouvant qu'il a bien spontanément déclaré « je constate que parmi les journalistes femmes qui m'ont interrogé, personne n'était devant moi les seins nus », malgré la fin de la canicule. Son entourage évoque « une blague » et le soutient, en justifiant ses propos, via une déclaration à l'AFP, reprochant aux journalistes d'avoir protesté, en les accusant d'avoir relativisé un risque d'incendie, et déformé ses propos en les sortant de leur contexte.

### Accusation de vengeance envers une magistrate
Les 18 et 19 octobre 2023, Marie-Laure Piazza, ancienne première présidente de la cour d'appel de Cayenne, comparaît devant le Conseil supérieur de la magistrature pour répondre d'accusations de manquements déontologiques. Celui-ci avait été saisi par la Première ministre Élisabeth Borne, à la suite d'une enquête administrative déclenchée par son prédécesseur Jean Castex conséquemment à une procédure d'« examen de situation » initiée par le ministre de la Justice consécutivement aux signalements de plusieurs syndicats,. La magistrate soutient que ces poursuites seraient en réalité motivées par un incident qui l'avait opposé le 26 septembre 2016 à celui qui était encore avocat, alors qu'elle était présidente de la cour d'assises de Bastia. Selon elle, il lui aurait adressé, dans un couloir du palais de justice, « des clins d'œil appuyés et des mouvements de langue sur ses lèvres en se grattant la braguette ». À la suite d'une enquête, Éric Dupond-Moretti avait fait l'objet d'un rappel à la loi pour violation du secret du délibéré, menaces et actes d’intimidation,,. Par ailleurs, une plainte déposée par l'Union syndicale des magistrats contre celui-ci, pour « prise illégale d'intérêt » vis-à-vis de l'enquête visant la magistrate, est classée sans suite.

## Décoration
- Commandeur de l'ordre du Mérite de la République italienne‎ (2021)[197]

Le 11 juillet 2025, il est nommé au grade de chevalier dans l'ordre national de la Légion d'honneur au titre de « ancien ministre, avocat au barreau de Paris ; 40 ans de services ».

## Publications
- Avec Stéphane Durand-Souffland, Bête noire, Michel Lafon, 2012
- Avec Loïc Sécher, Le Calvaire et le Pardon, Michel Lafon, 2013
- Avec Stéphane Durand-Souffland, Directs du droit, Michel Lafon, 2017
- Avec Laurence Monsénégo, Le Dictionnaire de ma vie, Kero, coll. « Ker.Bio/Autobio », mars 2018, 234 p. (ISBN 978-2-36658-299-4 et 2-36658-299-4)
- Avec Denis Lafay, Le Droit d'être libre, éditions de l'Aube, 2018
- Avec Denis Lafay, Ma liberté, éditions de l'Aube, 2019
- J'ai dit oui !, Michel Lafon, 2025

## Cinéma, théâtre et télévision

### Filmographie
- 2013 : Les Salauds de Claire Denis : lui-même
- 2014 : Vos violences d'Antoine Raimbault : l'avocat
- 2016 : L'Affaire de maître Lefort de Jacques Malaterre : un ténor du barreau
- 2017 : Chacun sa vie de Claude Lelouch : le président de la Cour d'assises
- 2018 : Neuilly sa mère, sa mère ! de Gabriel Julien-Laferrière : lui-même

En 2013, commence à être diffusée la série télévisée Vaugand, dont les réalisateurs se sont inspirés d’Éric Dupond-Moretti pour camper le héros, « un homme de loi, entre grande gueule et ours mal léché ».
En 2019, son rôle est interprété par Olivier Gourmet dans le film Une intime conviction, qui place l'intrigue au cœur de l'affaire Suzanne Viguier.

### Théâtre
À partir du 22 janvier 2019, Éric Dupond-Moretti se produit seul sur scène au théâtre de la Madeleine dans Éric Dupond-Moretti à la barre, co-écrit avec Hadrien Raccah et mis en scène par Philippe Lellouche.
À partir de février 2025, il raconte son expérience de ministre dans J’ai dit oui !, au théâtre Marigny (Paris).

### Télévision
En février 2020, il est membre du jury de l'émission Le Grand Oral, diffusée sur France 2.
En mai 2025 est diffusée l'émission de débat Éric Dupond-Moretti, seul contre tous sur Paris Première.

### Documentaire
- Alexandre Darmon et Matthieu Mares-Savelli, Le Ministre qui ne devait pas l'être, 2024 (présentation en ligne)